# Taiwans damlandslag i basket
Taiwans damlandslag i basket representerar Taiwan i basket på damsidan. Laget slutade på 12:e plats i världsmästerskapet 1986.

### Fotnoter
1. ↑  Todor Krastev (27 mars 1986). ”Women Basketball World Championship 1986 Moskva (URS) - 08-17.08 Winner United States” (på engelska). Sport Statistics. Arkiverad från originalet den 8 maj 2009. https://www.webcitation.org/5gcuj49Nu?url=http://todor66.com/basketball/World/Women_1986.html. Läst 28 juni 2015.